# Медіалінгвістика
Медіалінгвíстика (медійна лінгвістика) — новий напрямок сучасної лінгвістики, що вивчає функціонування мови в засобах масової інформації. Серед важливих передумов виникнення медіалінгвістики є стрімке зростання інформаційно-комунікаційних технологій, створення глобальної мережі медіакомунікації, формування та розвиток єдиного інформаційного простору, становлення та наукове осмислення поняття "мова ЗМІ", визначення його функціонально-стилістичних особливостей та внутрішньої структури тощо. Медіалінгвістика розглядає такі питання, як: теоретичні засади та суспільні передумови виникнення медіалінвгістики, роль ЗМІ в динаміці мовних процесів, функціонально-стилістичний статус медіамовлення, поняття медіатексту як базової категорії медіалінгвістики, опис методів вивчення текстів масової інформації, аналіз лінгвостилістичних ознак основних типів  і жанрів медіатекстів та ін.
В Україні активне впровадження терміна "медіалінгвістика" пов'язано з працями професора Лариси Шевченко. Першим виданням із медіалінгвістики вважається колективна лексикографічна праця викладачів Київського національного університету імені Тараса Шевченка Лариси Шевченко, Дмитра Дергача та Дмитра Сизонова "Медіалінгвістика. Словник термінів і понять" (2013) . 
Коло наукових видань медіалінгвістики невпинно розширюється.  До числа таких, зокрема, можна віднести дослідження Т. Ковалевської, О. Селіваної, Н. Слухай, Н. Шумарової, Д. Дергача, Д. Сизонова, М. Штельмах, С. Чемеркіна, О. Стишова, Н. Компанцевої, Д. Баранника та ін.  
У 2013 році в КНУ імені Тараса Шевченка започатковано нову спеціалізацію "Медіалінгвістика" . В 2014 році українських медіалінгвістів внесено в список учасників міжнародного наукового проекту "Медиалингвистика ХХІ ст." . З 2013 року в міжнародному журналі "Актуальні проблеми української лінгвістики: теорія і практика" введена спеціальна рубрика "Медійна проблематика в модерній лінгвістиці", що висвітлює сучасні проблеми медіалінгвістики (вип. 26-31) . 
У квітні 2015 року був проведений перший в Україні круглий стіл з медіалінгвістики "Знаки культури в українських медіа" . З цього ж року українські медіалінгвісти постійно публікуються в міжнародному виданні "Медиалингвистика" , описуючи актуальні проблеми української медіалінгвістики. 
У звіті Медіалінгвістичної комісії Міжнародного комітету славістів відзначений здобуток Київського наукового осередку медіалінвгістів під керівництвом професора Лариси Шевченко .